# 三ヶ島葭子
三ヶ島 葭子（みかじま よしこ、本名：三ヶ島よし→倉片よし、1886年(明治19年)8月7日 - 1927年(昭和2年)3月26日）は、日本の女流歌人。生涯で6000首以上の短歌を残したという。
俳優の左卜全（本名：三ヶ島一郎、1894年 - 1971年）は、異母弟にあたる。

## 来歴
埼玉県入間郡三ヶ島村堀之内（現・所沢市堀之内）の出身。埼玉県女子師範学校（現・埼玉大学教育学部）を肺を患い中退。その後、東京府西多摩郡小宮尋常高等小学校（現・あきる野市立五日市小学校）の代用教員をしながら、与謝野晶子の門下となった。「女子文壇」「スバル」などに短歌・散文を発表した。
1914年、退職して倉片寛一と結婚し一女みなみ同年末に産む。
上京後、「アララギ」「日光」「青鞜」などにも作品を発表。島木赤彦の門下となり、今井邦子や原阿佐緒とともにアララギ女流の新鋭と期待されていたが、親友原阿佐緒と妻子のあるアララギ重鎮石原純との恋愛問題に関し、二人を支援する論文を「婦人公論」に発表したために破門となった。1926年（大正15年）には古泉千樫の「青垣会」結成にも参加したが、その翌年3月26日、脳出血のため東京市麻布区の自宅で死去した。40歳没。戒名は浄貞妙芳大姉。生前の歌集は『吾木香』一冊のみだが、遺児倉片みなみの尽力により全歌集などが没後刊行された。

## 歌集
生前
- 『吾木香』（東雲堂書店）

没後
- 『定本三ヶ島葭子全歌集』（短歌新聞社）
- 『三ヶ島葭子日記』（上下巻・至芸出版社）

## 関連書籍
- 倉片みなみ『葭子慕情-母・三ケ島葭子の生涯』水の原社、1986年）
- 大原富枝『今日ある命　小説三ヶ島葭子』（講談社）
- 福本武久『地の歌人　三ヶ島葭子』（新潮社）
- 秋山佐和子『歌ひつくさばゆるされむかも―歌人三ヶ島葭子の生涯』（TBSブリタニカ）
- 秋山佐和子（編・解説）『少女おもひで草 -「少女号」の歌と物語- 』（角川学芸出版）